# آلونسو پیولا
آلونسو پیولا (انگلیسی: Alonso Piola؛ زادهٔ ۱ نوامبر ۱۹۷۹) بازیکن فوتبال اهل برزیل است.
از باشگاه‌هایی که در آن بازی کرده‌است می‌توان به باشگاه فوتبال تیرول اینسبروک، باشگاه فوتبال اینتر میلان، و باشگاه فوتبال ساسولو اشاره کرد.